# Rhyacophila intermedia
Rhyacophila intermedia là một loài Trichoptera trong họ Rhyacophilidae. Chúng phân bố ở miền Cổ bắc.